# Markušbrijeg
Markušbrijeg es una localidad de Croacia en el municipio de Lobor, condado de Krapina-Zagorje. Según el censo de 2011, tiene una población de 488 habitantes.